# Afrotyphlops blanfordii
Afrotyphlops blanfordii là một loài rắn trong họ Typhlopidae. Loài này được Boulenger mô tả khoa học đầu tiên năm 1889.